# نونو بينتو
نونو بينتو (بالبرتغالية: Nuno Miguel Sousa Pinto) (6 أغسطس 1986 بفيلا نوا دغايا في البرتغال - ) هو لاعب كرة قدم برتغالي في مركز الدفاع. لعب مع ليفسكي صوفيا ونادي أسترا جورجو ونادي بوافيشتا ونادي تافريا سيمفروبول ونادي فيتوريا سيتوبال وناسيونال ماديرا وديسبورتيفو تروفينسي وفيلانوفنسي ‏.

## روابط خارجية
- نونو بينتو على موقع اتحاد أوكرانيا (الإنجليزية)
- نونو بينتو على موقع قاعدة بيانات كرة القدم.إي يو (الإنجليزية)
- نونو بينتو على موقع Soccerway.com (الإنجليزية)
- نونو بينتو على موقع عالم كرة القدم.نت (الإنجليزية)
- نونو بينتو على موقع AS.com (الإسبانية)